# Andrew Kyte

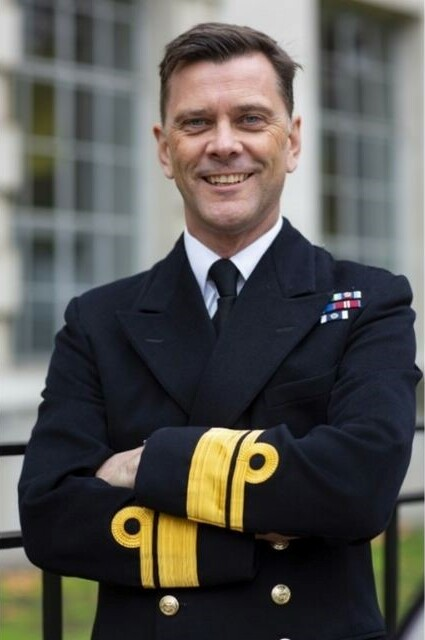
Andrew Kyte

Andrew „Andy“ Jeffery Kyte, CB (* 31. Januar 1966) ist ein britischer Seeoffizier der Royal Navy, der seit 2018 Chef für Marinelogistik (Chief Naval Logistics Officer) der Royal Navy sowie seit 2023 Chef für Verteidigungslogistik und Unterstützung (Chief of Defence Logistics and Support) der Streitkräfte des Vereinigten Königreichs ist.

## Leben
Andrew „Andy“ Jeffery Kyte trat 1987 als Logistikoffizier in die Royal Navy ein und absolvierte ein Studium an der London Business School (LBS). Er wurde Fellow des Chartered Institute of Logistics and Transport (FCILT) und schloss ein Studium der Militärwissenschaften mit einem Master of Arts (M.A. Defence Studies) ab. Er fand Verwendung bei Einsatztouren in Nordirland, am Persischen Golf und in Afghanistan und war zudem Absolvent des Höheren Kommandeurs- und Stabslehrgangs. Er wurde am 23. Februar 2009 zum Kapitän zur See (Captain) sowie am 26. August 2014 zum Commodore befördert und fungierte zeitweise als Leiter für Verteidigungslogistikoperationen (Head of Defence Logistic Operations) sowie als Kommandeur der Gemeinsamen Streitmacht für hoher Einsatzbereitschaft im Logistik-Hauptquartier (High Readiness Joint Force Logistic HQ).
Nach seiner Beförderung zum Konteradmiral (Rear Admiral) am 19. November 2018 wurde Kyte Chef für Marinelogistik (Chief Naval Logistics Officer) der Royal Navy und war zugleich zwischen 2018 und 2022 Assistierender Chef des Verteidigungsstabes für Unterstützungsoperationen (Assistant Chief of the Defence Staff, Support Operations). Als solcher war er verantwortlich für die Bereitstellung von Richtlinien, Planung und Leitung auf strategischer Ebene zur Unterstützung aktueller und eventueller Operationen. Seine Amtszeit war geprägt von den Unterstützungsherausforderungen durch den EU-Austritt des Vereinigten Königreichs (BREXIT), die COVID-19-Pandemie und den russischen Überfall auf die Ukraine 2022. Am 31. Dezember 2020 wurde er für die Leitung der Reaktion des Verteidigungsministeriums auf die COVID-Pandemie im Rahmen den „New Year Honours“ zum Companion des Order of the Bath (CB) ernannt. Er leitete zudem eine Studie für den Chef des Verteidigungsstabes CDS (Chief of the Defense Staff), die sich auf die Steigerung der Verteidigungsleistung konzentrierte.
Am 18. September 2023 wurde Andy Kyte zum Vizeadmiral (Vice-Admiral) befördert und wurde daraufhin Nachfolger von Generalleutnant Richard Wardlaw als Chef für Verteidigungslogistik und Unterstützung CDLS (Chief of Defence Logistics and Support) der Streitkräfte des Vereinigten Königreichs. Als CDLS ist er verantwortlich für die Entwicklung und Überwachung der Umsetzung einer übergreifenden Verteidigungsstrategie mit einem Jahresumsatz von 14 Milliarden Pfund Sterling, das alle Aspekte der Logistik, Technik und Ausrüstungsunterstützung abdeckt. Ferner ist er der Leiter der Verteidigungsunterstützungsorganisation und damit verantwortlich für die Förderung der Kohärenz und Leistung der Unterstützung im gesamten Verteidigungsbereich.